# Pyroélectricité
La pyroélectricité (du grec πῦρ, pyr, feu) est la propriété d'un matériau dans lequel un changement de température entraine une variation de polarisation électrique. Cette variation de polarisation crée une différence de potentiel temporaire, celle-ci disparaissant après le temps de relaxation diélectrique. Cette variation peut générer un courant électrique, ce qui rend ces matériaux utiles pour la détection de radiations ou la production d'électricité. Ils sont tout particulièrement utilisés dans certains détecteurs infrarouge. L'effet pyroélectrique ne doit pas être confondu avec l'effet thermoélectrique, où un gradient de température fixé donne naissance à une tension permanente.
Les cristaux pyroélectriques forment un sous ensemble des cristaux piézoélectriques : 10 des 20 classes cristallines piézoélectriques sont aussi pyroélectriques. 
| 32 classes cristallines             | 32 classes cristallines             | 32 classes cristallines     | 32 classes cristallines |
| ----------------------------------- | ----------------------------------- | --------------------------- | ----------------------- |
| 20 classes piézoélectriques         | 20 classes piézoélectriques         | 20 classes piézoélectriques | non piézoélectriques    |
| 10 classes polaires pyroélectriques | 10 classes polaires pyroélectriques | non pyroélectriques         | non piézoélectriques    |
| ferroélectriques                    | non ferroélectriques                | non pyroélectriques         | non piézoélectriques    |
| ex : BaTiO3, PbTiO3                 | ex : Tourmaline                     | ex : Quartz                 |                         |

## Description
La pyroélectricité peut être visualisée comme le côté d'un triangle, dont les sommets représentent l'énergie d'un cristal : cinétique, électrique et thermique. Le côté entre les sommets électrique et thermique représente l'effet pyroélectrique et ne produit pas d'énergie cinétique. Le côté entre les sommets cinétique et électrique représente l'effet piezoélectrique et ne produit pas de chaleur.
Bien que des matériaux pyroélectriques artificiels ont été conçus, l'effet a été tout d'abord découvert sur des matériaux naturels tels que la tourmaline. L'effet pyroélectrique est également présent dans les os et les tendons.
La charge pyroélectrique dans les minéraux apparait sur les faces opposées d'un cristal asymétrique. La direction de propagation de la charge est généralement constante à travers un matériau pyroélectrique, néanmoins dans certains matériaux cette direction peut varier en fonction d'un champ électrique « proche ». Ces matériaux ont des qualités ferroélectriques. Tous les matériaux pyroélectriques ont des propriétés piezoélectriques, car les deux propriétés sont étroitement liées. Cependant, certains matériaux piézoélectriques, du fait de leur structure cristalline symétrique, n'ont pas de propriétés pyroélectriques.
De faibles variations de température peuvent produire un potentiel électrique dans un matériau pyroélectrique. Certains types de capteurs infrarouge passifs utilisent des matériaux pyroélectriques, permettant ainsi de détecter la chaleur d'un humain ou d'un animal à plusieurs mètres.
Certains dispositifs pyroélectriques ont aussi été conçus dans le but de produire de l'électricité. Ils s'appuient sur les mêmes mécanismes que les détecteurs thermiques mais sont optimisés pour fournir un maximum d'énergie électrique lorsque leur température varie. Ces dispositifs produisent généralement de faibles puissances mais ont une efficacité théorique proche de l'efficacité de Carnot et sont souvent entièrement passifs.

## Description mathématique
Le coefficient pyroélectrique décrit les changements du vecteur polarisation en réponse à un changement de température
:
{\displaystyle p_{i}={\frac {\partial P_{S,i}}{\partial T}}}
où pi (Cm-2K-1)
est le vecteur du coefficient pyroélectrique.